# Hylaeus secretus
Hylaeus secretus är en biart som först beskrevs av Nurse 1903.  Hylaeus secretus ingår i släktet citronbin, och familjen korttungebin. Inga underarter finns listade i Catalogue of Life.